# Ensemble pour construire
Ensemble pour construire est un parti politique de Saint-Pierre-et-Miquelon historiquement de gauche et proche du Parti socialiste.

## Histoire et positionnement
Le parti a été fondé le 9 juin 2006 par la maire de Saint-Pierre Karine Claireaux comme machine électoral pour les législatives de 2007. 
Il agit un peu comme section locale du Parti socialiste, le parti s'étant divisé entre Karine Claireaux et les fidèles de Marc Plantegenest.
Les municipales de 2008 voit le parti remporter les deux communes, Saint-Pierre avec Karine Claireaux et Miquelon-Langlade avec Stéphane Coste.
En 2014 il conserve Saint-Pierre, mais perd Miquelon au profit de Jean de Lizarraga. En 2020, il perd son dernier bastion avec la défaite de Karine Claireaux contre la liste Cap sur l'avenir de Yannick Cambray.